# Kiprotich Kenei
Kiprotich Kenei (* 1978) ist ein kenianischer Marathonläufer.

## Werdegang
2006 wurde er Zweiter beim Paris-Marathon und 2007 Dritter beim Hamburg-Marathon in seiner persönlichen Bestzeit von 2:07:42 h.
2008 siegte er in China beim Xiamen-Marathon.